# سیارک ۱۳۹۹۲
سیارک ۱۳۹۹۲ (به انگلیسی: 13992 Cesarebarbieri، نامگذاری:1993FL8) سیزده هزار و نهصد و نود و دومین سیارک کشف شده‌است که در ۱۷ مارس ۱۹۹۳ کشف شد.
قدر مطلق سیارک برابر ۱۴٫۰۰ است.